# Форт III (Брест-Литовск)
Форт III — форт Брест-Литовской крепости, построенный в 1879—1880 годах в рамках создания первого кольца фортов. Находился примерно в трех километрах на восток от Брестской крепости, около бывшей деревни Тришин, ныне ставшей районом города.
Принадлежал к Кобринскому инженерному отделу Брест-Литовской крепости.

### Строительство
Рекогносцировочные работы на месте велись с 1876 года, строительные начались в 1879 году и продолжались год. Форт строился по упрощённому типовому проекту «Укрепление № 2». Сразу после этого была произведена частичная модернизация форта по проекту «Казённый двухвальный». В ходе модернизации был насыпан передний вал — фоссобея. Пятиугольный в плане форт представляет собой полудолговременное укрепление в форме редута с двумя фланками, двумя фасами и горжей, усиленное каменными казематированными постройками. Форт имел 2 вала, разделённые сухим рвом (каменный контрэскарп отсутствовал). Внутренний вал, более высокий, предназначался для установки на нём артиллерийских орудий различного калибра. Внешний, более низкий, вал — фоссобея — предназначался для стрелковых позиций пехоты. В горже (задней части) форта также был насыпан вал, в котором было проделано 4 прохода для сообщения с тылом.
Толщу внутреннего вала пересекают 3 кирпичные потерны, соединяющие двор форта с сухим рвом. К каждой потерне по бокам примыкают расходные пороховые погреба, по два к каждой потерне. Четыре погреба из шести предназначались для хранения 480-ти бочонков с зарядами, два — для хранения снарядов. Каждый погреб имеет в торце специальное помещение для установки керосиновой лампы. Этот коридор соединялся с помещением погреба застеклённым окном. Таким образом погреба получали освещение без риска взрыва от огня лампы. Из погребов центральной потерны наверх выходят две, а из боковых — по одной шахте, предназначенных для подъёма зарядов и снарядов на вал. Наверху каждой шахты находился крюк, через который перекидывали канат, которым и поднимали снаряды. Бочки с порохом хранились на деревянных стеллажах. Для того чтобы предотвратить опасность взрыва от появления искры при ударе металла о металл, задвижки, щеколды, петли, замочные ключи, замки и все металлические части дверей погребов были отлиты из красной меди. Вход в погреб закрывался деревянными двустворчатыми дверями, обитыми листами кровельного железа, за которыми были установлены одностворчатые двери-решётки для осуществления вентиляции погреба в тёплое время года.

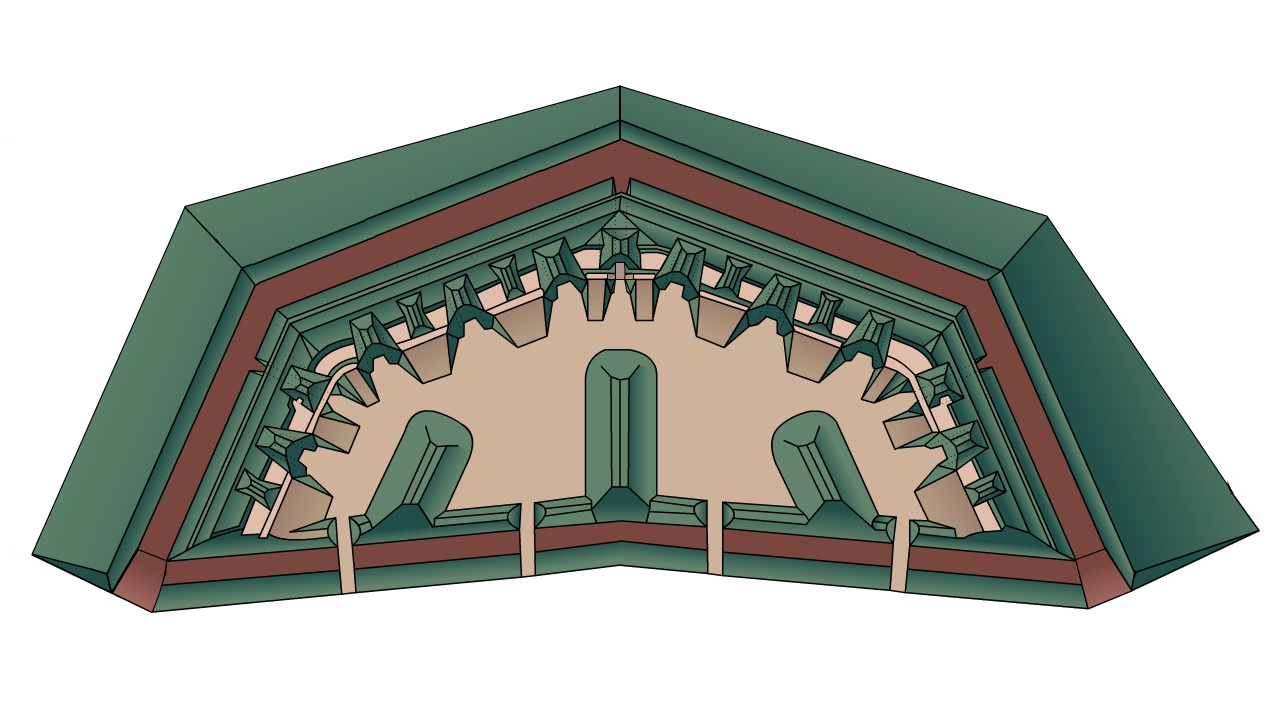
Земляной профиль форта (1877)

Во внутреннем валу также имеется 8 кирпичных убежищ, по 3 на фасах и по одному на фланках. Каждое убежище — одноэтажный каземат со сводчатым потолком площадью 36 кв. м, который мог служить укрытием для 5-9 человек орудийной прислуги. Полы казематов были сделаны из асфальта, для обогрева в холодное время были установлены утермарковские печи. Закрывались казематы двухстворчатыми деревянными дверями, по обе стороны от дверей имелось по окну для освещения.
К горже форта примыкают три больших земляных траверса (один в середине и два — по бокам, параллельно фланкам), пересекающие двор укрепления и прикрывающие его от боковых выстрелов. Всего форт мог вместить 250 человек гарнизона и около 20-ти орудий.
Стоимость строительства форта и проложенной к нему брусчатки составила 211 527 рублей и 49 копеек. Согласно «табели нормального вооружения крепости Брест-Литовск» 1895 года, II форт был вооружен четырьмя пушками калибра 8 дюймов (203,2000000 мм), одиннадцатью пушками калибра 6 дюймов (152,4000000 мм) весом в 190 пудов (3,11 т), тремя — весом 12 фунтов (5,4 кг), тремя — 24 фунта (11 кг) и четырьмя полупудовыми (81,9 кг)мортирами.
Практически сразу после завершения строительства возник вопрос модернизации форта. Через год (в 1881 году) для этой цели был разработан проект, предусматривающий постройку головного капонира и двух плечевых полукапониров, строительство кирпичного контрэскарпа на фланках и фасах и кирпичной эскарпной стены в горже, а также возведение горжевой казармы с 10-ю казематами. Предположительная стоимость запланированных работ составила 192 500 руб. Однако вместо модернизации II (и соседнего III) форта было решено о построить два новых, что позволяло вдвое сократить промежутки между фортами на северном направлении, которое считалось наиболее важным для крепости.
Форт давал возможность обстреливать впередилежащую местность и фактически являлся артиллерийской батареей перед Кобринским укреплением. Недостатком форта оставалось отсутствие горжевой казармы, из-за чего в нём нельзя было размещать постоянный гарнизон в мирное время. Также это вызывало недостаток безопасных убежищ во время осады.

### Первая и Вторая мировые войны
Летом 1915 года тут размещались подразделения 12-й роты и 19-я рота Брест-Литовской крепостной артиллерии. В землянках около форта располагалась 2-я рота 642-й пешей Волынской дружины 87-й бригады Государственного ополчения. Русские части, при приближении немцев отступили, прихватив вооружение форта и оставив укрепления в целости.
Во время оккупации 1941—1944 гг. стал местом массовых расстрелов нацистами жителей Бреста. В могилах между валами впоследствии были найдены останки почти 1000 человек.

### Форт сегодня
В 1963 попал в промышленную застройку (Брестский электромеханический завод) и был разобран. Частично сохранились только три кирпичных каземата, находящиеся сейчас на территории предприятия и использующиеся под заводские склады.

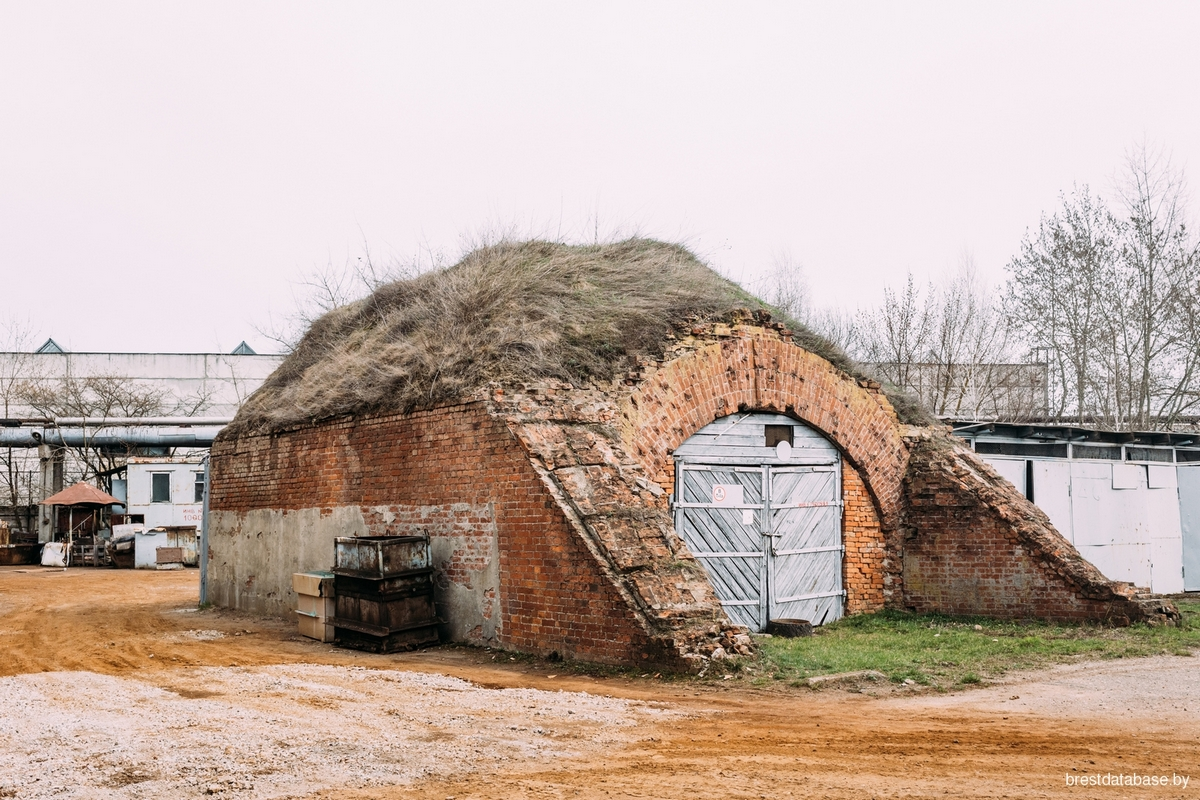
Первый сохранившийся каземат
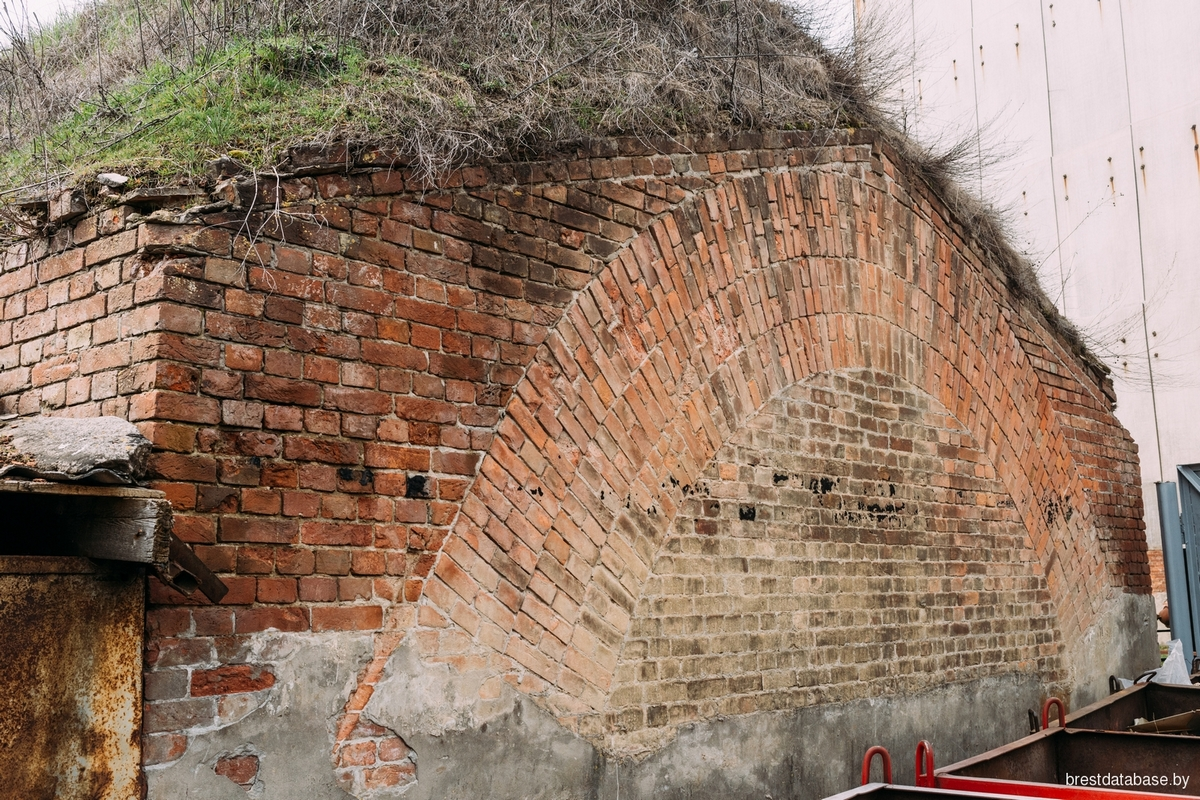
Он же с тыльной стороны
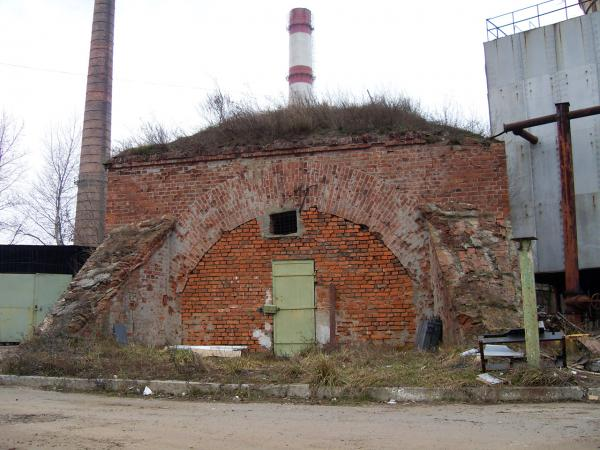
Второй сохранившийся каземат
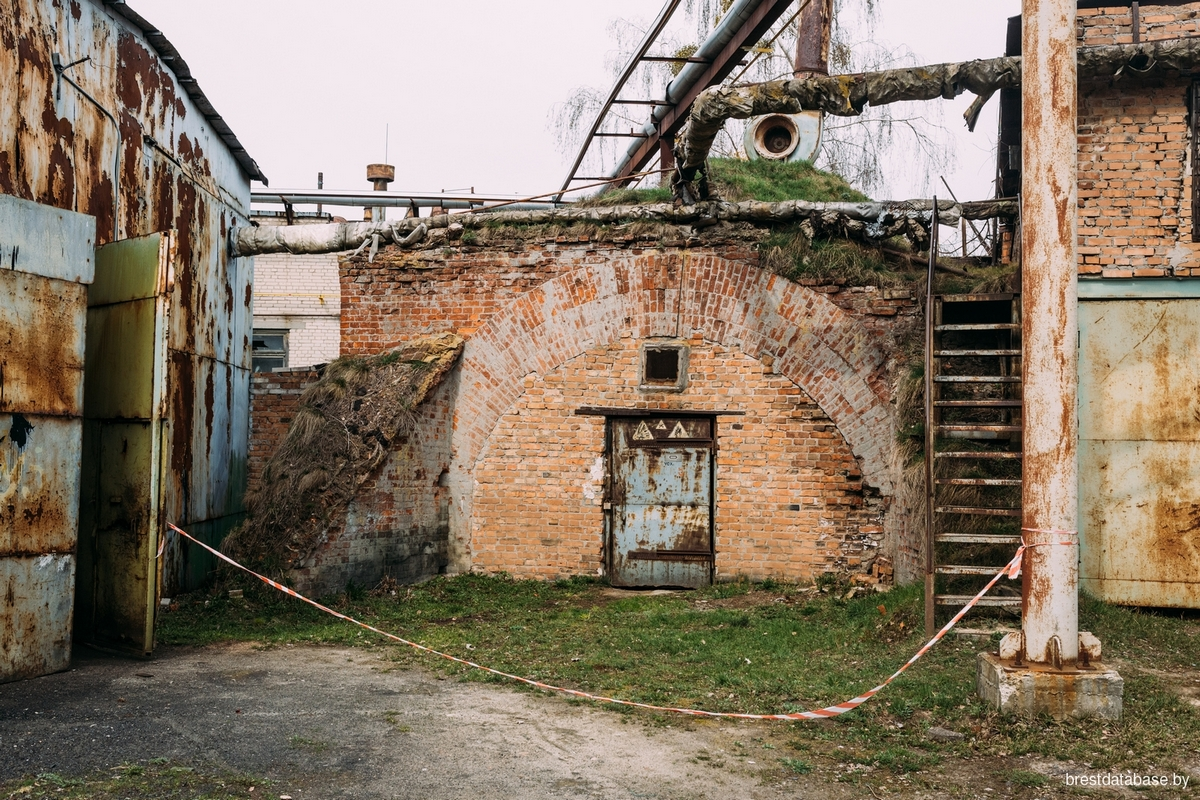
Третий сохранившийся каземат